# Tortura por procuración
La tortura por procuración o tortura por proxy es el proceso mediante el cual un gobierno comete abusos contra prisioneros de otro país. 
Los Estados Unidos han realizado en varias oportunidades lo que se conoce como rendición extraordinaria, entregando prisioneros a países a los que se conoce por practicar la tortura. 
En el caso del Reino Unido, el gobierno del primer ministro Tony Blair, supuestamente acordó con Libia el traslado de prisioneros para la tortura.
La práctica del gobierno de Estados Unidos de transferir prisioneros a países que practican la tortura, ha sufrido altibajos en diferentes administraciones. Antes de los ataques del 11 de septiembre, las entregas a países que practican la tortura eran esporádicas y ad hoc. 
Más adelante, la administración Bush creó una burocracia dedicada a las rendiciones y procedimientos simplificados que expandieron radicalmente los secuestros para la tortura por procuración; más comúnmente, el envío de las víctimas a ser objeto de abuso a Egipto y, a veces, a Siria y Marruecos. A pesar de las declaraciones de fuerte desaprobación de la tortura, la administración de Barack Obama fue acusada de la transferencia de prisioneros a Afganistán, Irak y Somalía para su tratamiento abusivo.
Las administraciones de gobiernos que utilizan la tortura por procuración, presuntamente lo hacen con el fin de sostener la afirmación de que no tienen conocimiento de, o participación en actos de tortura.